# Адольф Віклунд (біатлоніст)
Адольф Якоб Віклунд (швед. Adolf Jakob Wiklund; 19 грудня 1921  Россен, Стремсунд, Ємтланд, Швеція — 21 вересня 1970) — шведський біатлоніст, перший в історії чемпіон світу з біатлону.

## Виступи на Олімпійських іграх
| Рік  | Місце проведення | Інд | Спр | Пр | МС | Ест |
| 1960 | Скво-Веллі       | 19  |     |    |    |     |

## Виступи на чемпіонатах світу
| Рік  | Місце проведення | Інд | Спр | Пр | МС | Ест | КГ |
| 1958 | Заальфейден      | 1   |     |    |    |     | 1  |
| 1959 | Курмайор         | 9   |     |    |    |     | 2  |

## Біатлонна кар'єра
У 1958 році Адольф став першим чемпіоном світу з біатлону здобувши перемогу в індивідуальній гонці, також шведи виграли і командну гонку, переможець в якій визначався за сумою результатів чотирьох найкращих спортсменів у індивіуальній гонці. На наступному чемпіонаті світу він виборов срібло в командній гонці. У 1960 році Віклунд брав участь в Олімпійських іграх де показав 19 результат в індивідуальній гонці.